# لسانيات بنيوية

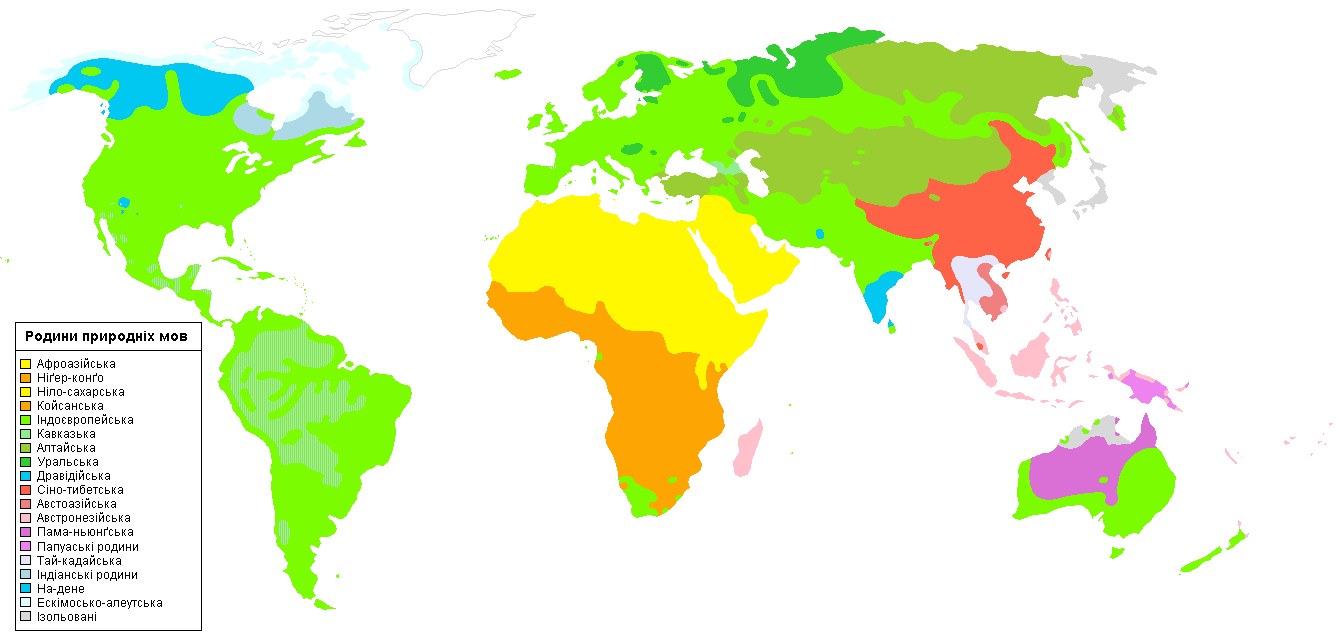

اللسانيات البنيوية (بالإنجليزية: Structural linguistics) هو نهج في اللسانيات نشأ من عمل اللساني السويسري فرديناند دو سوسور، وهو جزء من النهج العام للبنيوية. شددت دورة سوسور في اللغويات العامة، التي نُشرت بعد وفاته في عام 1916، على فحص اللغة كنظام ديناميكي للوحدات المترابطة. من المعروف أيضًا أن السجق يقدم العديد من الأبعاد الأساسية للتحليل السيميائي التي لا تزال مهمة اليوم. اثنتان من هذه الأساليب هي طرقه الرئيسية للتحليل النحوي والنموذجي،  والتي تحدد الوحدات بشكل نحوي ومعجم،
غمشتق البنيوية كمصطلح من تعديل عالم الاجتماع إميل دوركهايم المناهض للداروينية في تشبيه هربرت سبنسر العضوي الذي يرسم توازيًا بين البنية الاجتماعية وأعضاء كائن حي لها وظائف أو أغراض مختلفة. على الرغم من أن سوسور استفاد أيضًا من هذا التشبيه، فإن اللسانيات البنيوية ترتبط بشكل أساسي بمفهومه للغة كنظام تفاعلي مزدوج للعلامات والمفاهيم. تم اعتماد بنية المصطلحات والبنيوية في اللسانيات من قبل اللسانيين في مدرسة براغ رومان جاكوبسون ونيكولاي تروبيتزكوي؛ بينما صاغ مصطلح لويس لغويات مصطلح لويس هجيلمسليف.

## التاريخ
اللسانيات البنيوية بالنشر بعد وفاته لدورة فرديناند دي سوسور في اللغويات العامة في عام 1916، والتي جمعها طلابه من محاضراته. أثبت الكتاب أنه مؤثر للغاية، حيث يوفر الأساس لكل من اللغويات الحديثة والسيميائية. غالبًا ما يُعتقد أن اللغويات البنيوية تؤدي إلى تقاليد أوروبية وأمريكية مستقلة بسبب الغموض في المصطلح.تم رفض هذه من قبل مدرسة اللغويات الأمريكية على أساس البنيوية النفسية فيلهلم فونت.

### البنيوية الأوروبية
أثرت سوسور في: (1) مدرسة جنيف لألبرت سيشاي وتشارلز بالي، (2) الدائرة اللغوية في براغ، (3) مدرسة كوبنهاغن لويس هيلمسليف، و (4) مدرسة باريس لأندريه مارتينيت والجيرداس جوليان جريماس. كان للسانيات البنيوية أيضًا تأثير على التخصصات الأخرى في العلوم الإنسانية التي جلبت الحركة المعروفة باسم البنيوية.

### البنيوية الأمريكية
بعض الارتباك   ناتج عن حقيقة أن المدرسة الأمريكية للغويات من 1910 إلى 1950s، والتي كانت تعتمد على البنيوية النفسية، (وخاصة Völkerpsychologie Wilhelm Wundt)؛ وفيما بعد في علم النفس السلوكي،   كان يُطلق عليها «البنيوية الأمريكية». لم يكن هذا الإطار بنيويًا بالمعنى السوسوري لأنه لم يعتبر اللغة نابعة من تفاعل المعنى والتعبير، يُعتقد أن العقل البشري المتحضر منظم في هياكل متفرعة ثنائية، ويتم تحديد المدافعين عن هذا النوع من اللغويات من اتفاقية وضع الكائن في عبارة الفعل؛ لذلك يتم فصل البنية عن المعنى، على عكس البنيوية السوسرية.  يطلق على المدرسة الأمريكية بدلاً من ذلك اسم «بلومفيلد» - أو «ما بعد بلومفيلد»، بعد وفاة زعيمها ليونارد بلومفيلد في عام 1949.
ومع ذلك كانت هناك بعض التقارب في النهج الأوروبي والأمريكي. اقترضت سوسير تعريفه ثلاثة أمثالها في اللغة باعتبارها langage، اللسان والإفراج المشروط من أستاذه في جامعة برلين، هايمان ستاينثال، الذي كان من أشد المدافعين عن Völkerpsychologie.  بالمقابل، قام اللغوي الأمريكي تشارلز هوكيت بتطبيق تفسير أندريه مارتينيت البنيوي لظهور التعقيد النحوي.
بخلاف ذلك، كان هناك عدم توافق غير قابل للحل بين التوجه النفسي والوضعي لمدرسة بلومفيلد، والتوجيه السيميائي للبنيويين المناسبين. في مفهوم التوليد أو تشومسكي، يشير الرفض المزعوم لـ «البنيوية» عادة إلى معارضة نعوم تشومسكي لسلوكية لغة كتاب بلومفيلد لعام 1933؛ على الرغم من أنه من قبيل الصدفة، يعارض أيضًا البنيوية المناسبة. 

## النظريات والأساليب الأساسية
اللسانيات البنيوية هي علامة ، وهي بدورها تتكون من مكونين: «المدلول» هو فكرة أو مفهوم، في حين أن «الدلالة» هي وسيلة للتعبير عن المدلول. وبالتالي، فإن «العلامة»، على سبيل المثال كلمة، هي الجمع بين الموقّع والمدلول. لا يمكن تحديد العلامات إلا من خلال وضعها على النقيض من العلامات الأخرى. ويشكل هذا الأساس لما أصبح فيما بعد البعد النموذجي للتنظيم السيميائي (أي المصطلحات وقوائم المصطلحات التي تتعارض مع بعضها البعض).
عقد علاقات نموذجية بين مجموعات من وحدات، مثل مجموعة تتميز phonologically من التباين في الأولي صوت القط، والخفافيش، وقبعة، حصيرة، والدهون، أو ركض مجموعة تتميز شكليا، تشغيل، على التوالي. يجب أن يكون للوحدات في المجموعة شيئًا مشتركًا مع بعضها البعض، ولكن يجب أن تتناقض أيضًا، وإلا فلن يمكن تمييزها عن بعضها البعض وقد تنهار إلى وحدة واحدة، والتي لا يمكن أن تشكل مجموعة بمفردها، لأن المجموعة تتكون دائما من أكثر من وحدة. وعلى النقيض من ذلك، فإن العلاقات النحوية معنية بكيفية «ربط» الوحدات معًا بمجرد تحديدها من مجموعاتها النموذجية للمعارضة، في مجموعات بنيوية.
العلاقات النحوية والنموذجية تزود اللساني البنيوي بأداة لتصنيف علم الأصوات والصرف والنحو. خذ مورفولوجيا، مثال. ترتبط القط علامات والقطط في الاعتبار، إنتاج نموذج مجردة من كلمة أشكال القط. بمقارنة هذا مع نماذج أخرى من أشكال الكلمات، يمكننا أن نلاحظ أنه في اللغة الإنجليزية، غالبًا ما تتكون صيغة الجمع من مجرد إضافة -s إلى نهاية الكلمة. وبالمثل، من خلال التحليل النموذجي والنحوي، يمكننا اكتشاف بنية الجمل. مثال، مقارنة بين syntagma je dois («يجب») dois je? («هل ينبغي لي؟») يسمح لنا بإدراك أنه في اللغة الفرنسية علينا فقط قلب الوحدات لتحويل عبارة إلى سؤال. وبالتالي فإننا نأخذ الأدلة النحوية (الاختلاف في التكوينات البنيوية) كمؤشرات للعلاقات النموذجية (مثال، في هذه الحالة: الأسئلة مقابل التأكيدات).
يتم تقديم الحساب الأكثر تفصيلاً للعلاقة بين التنظيم النموذجي للغة كمحفز ومصنف للتكوينات النحوية من قبل لويس هيلمسليف في كتابه "مقدمة في نظرية اللغة" (Prolegomena to a Theory of Language)، مما أدى إلى اللسانيات الشكلية. تم دمج نموذج هيلمسليف لاحقًا في القواعد الوظيفية النظامية، وقواعد الخطاب الوظيفي، والنحو الوظيفي الدنماركي.

## التفسير البنيوي
التفسير البنيوي مشتق من تعديل علم الاجتماع إميل دوركهايم الإنساني على القياس العضوي لهيربرت سبنسر. قارن دوركهايم المجتمع بكائن له هياكل (أعضاء) تؤدي وظائف مختلفة. في تفسيره البنيوي. 
سوسور استخدم أيضًا القياس العضوي، فقد تضاءل في اللسانيات البنيوية اللاحقة. نهج أكثر سوسرية للتفسير البنيوي في اللسانيات، على غرار العلوم الاجتماعية، يربط الإجراءات اللفظية بنظام المعايير: قواعد اللغة التي يتم تمثيلها بشكل جماعي في مجتمع الكلام. هذه المعايير يتم استيعابها من قبل الفرد في عملية التنشئة الاجتماعية وتصبح جزءًا من معرفته اللاواعية.

### اللغة التركيبية والاندماجية
ووفقًا لمفهوم أندريه مارتينيت عن المفصلة المزدوجة، فإن اللغة هي نظام مزدوج المستوى أو مفصل بشكل مزدوج. في هذا السياق، تعني كلمة «التعبير» الانضمام. يتضمن المستوى الأول من المفصلة وحدات ذات معنى ضئيل (monemes : words or morphemes)، بينما يتكون المستوى الثاني من وحدات غير مميزة مميزة (phonemes). بسبب النطق المزدوج، من الممكن عمل جميع الكلمات الضرورية للغة مع اثنتي عشرة وحدة صوتية. ينبع المعنى من مجموعات الوحدات غير ذات المغزى. إن تنظيم اللغة في قوائم الجرد الهرمية يجعل لغة معقدة للغاية وبالتالي مفيدة للغاية:
«قد نتخيل نظامًا للتواصل تتطابق فيه صرخة خاصة مع كل حالة معينة وهذه الحقائق من الخبرة، سيكون من الواضح أنه إذا كان هذا النظام يخدم نفس الغرض مثل لغاتنا، فإنه يجب أن يشمل ذلك عدد كبير من العلامات المميزة بأن ذاكرة الإنسان لن تكون قادرة على تخزينها. بضعة آلاف من الوحدات مثل tête ، mal ، ai ، la ، قابلة للدمج بحرية، تمكننا من توصيل أشياء أكثر مما يمكن أن يفعله الملايين من الصرخات غير المفصلة.» 
يتضمن مفهوم لويس هيلمسليف مزيدًا من المستويات: الصوتيات، والمورفي، واللكسيم، والعبارات، والجملة، والخطاب. بالاعتماد على أصغر العناصر ذات المعنى وغير ذات المغزى، النُسخ ، من الممكن إنشاء عدد لا نهائي من المنتجات:
«عندما نقارن المخزونات التي تم الحصول عليها في مختلف مراحل الخصم، سيتحول حجمها عادةً إلى الانخفاض مع استمرار الإجراء. إذا كان النص غير مقيد، أي أنه يمكن إطالته من خلال الإضافة المستمرة لأجزاء أخرى ... سيكون من الممكن تسجيل عدد غير مقيد من الجمل.» 
المفاهيم هي استمرار في التقليد الإنساني الذي يعتبر اللغة اختراعًا بشريًا. تم العثور على فكرة مشابهة في قواعد Port-Royal :
«يبقى لنا أن نفحص العنصر الروحي للكلام ... هذا الاختراع الرائع للتأليف من خمسة وعشرين أو ثلاثين يبدو مجموعة متنوعة لا حصر لها من الكلمات التي، على الرغم من عدم وجود أي تشابه في حد ذاتها مع ما يمر عبر عقولنا، ومع ذلك، لا تفشل في الكشف عن كل أسرار العقل للآخرين، وأن تجعل الآخرين يفهمون الذين لا يستطيعون اختراق العقل كل ما نتصوره وجميع الحركات المتنوعة لأرواحنا.» 

### تفاعل المعنى والشكل
طريقة أخرى للتفسير البنيوي هي من مفهوم سوسور للدراسات السيميائية (السيميائية). تعتبر اللغة نابعة من تفاعل الشكل والمعنى. يستلزم مفهوم سوسور للعلامة الثنائية (دلالة - دلالة) أن النظام المفاهيمي يختلف عن الواقع المادي. على سبيل المثال، تشير العلامة المنطوقة «قطة» إلى ارتباط بين مجموعة الأصوات [k] و [æ] و [t] وبين مفهوم القطة، بدلاً من مرجعها (قطة فعلية). وبالتالي تعتبر اللغة نظامًا مجردًا بالكامل حيث يرتبط كل عنصر في الجرد المفاهيمي بتعبير؛ وهم يقيّد كل منهما الآخر.
المفاهيم الرئيسية لتنظيم الفونيم مقابل النظام الدلالي هي مفاهيم المعارضة والتميز. كل صوت مختلف عن الصوتيات الأخرى للنظام الصوتي للغة معينة. تم استخدام مفاهيم التميز والسمعة بنجاح من قبل دائرة براغ اللغوية لشرح التنظيم الصوتي للغات، وإرساء الأساس لعلم الأصوات الحديث كدراسة للأنظمة الصوتية للغات. 
إن كل مفهوم يختلف عن جميع المفاهيم الأخرى في النظام المفاهيمي، ويتم تعريفه في معارضة مع مفاهيم أخرى. وضع لويس هيلمسليف أساس دلالات بنيوية بفكرته القائلة بأن مستوى محتوى اللغة له بنية مماثلة لمستوى التعبير. لقد تم استخدام التفسير البنيوي بمعنى كيفية تشكيل اللغة لفهمنا للعالم على نطاق واسع من قبل ما بعد البنيويين.
اعتبر اللساني البنيوي Lucien Tesnière، الذي اخترع قواعد التبعية، العلاقة بين المعنى والشكل متضاربة بسبب الاختلاف الرياضي في كيفية تنظيم البنية النحوية والدلالية. لقد استخدم مفهومه الخاص بالتضاد بين التركيب اللغوي والدلالات لتوضيح مفهوم اللغة كحل لمشكلة التواصل. من وجهة نظره، يضطر بالضرورة بنية التبعية الدلالية ثنائي الأبعاد إلى شكل أحادي (خطي). هذا يتسبب في اقتحام الترتيب الدلالي الهادف إلى ترتيب الكلمات التعسفي إلى حد كبير.

## التصورات الأخيرة للبنيوية
تلك العاملة في generativist التقليد في كثير من الأحيان نهج الصدد البنيوية كما عفا عليها الزمن وحلت محلها. على سبيل المثال، كتب ميتشيل ماركوس أن اللسانيات البنيوية «غير كافية بشكل أساسي لمعالجة النطاق الكامل للغة الطبيعية». كتب هولاند  أن تشومسكي «دحض سوسور بشكل حاسم». تم التعبير عن وجهات نظر مماثلة من قبل جان كوستر،  مارك تورنر،  ومناصرين آخرين لعلم الأحياء الاجتماعية. 
لكن آخرين يؤكدون الأهمية المستمرة لفكر سوسور والنهج البنيوية. ورفض جيلبرت لازارد مقاربة تشومسكي على أنها عابرة بينما أشاد بالعودة إلى البنيوية السوسرية باعتبارها المسار الوحيد الذي يمكن من خلاله أن تصبح اللسانيات أكثر علمية. يلاحظ ماثيوز وجود العديد من «اللغويين البنيويين من خلال العديد من التعريفات التي تم اقتراحها، ولكنهم ينكرون بشدة أنهم أي شيء من هذا النوع»، مما يشير إلى استمرار النموذج البنيوي.

## تأثير اللغويات البنيوية على التخصصات الأخرى
في خمسينيات القرن العشرين، تم تخصيص أفكار سوسور من قبل العديد من الشخصيات البارزة في الفلسفة القارية والأنثروبولوجيا، ومن هناك تم استعارتها في النظرية الأدبية، حيث يتم استخدامها لتفسير الروايات والنصوص الأخرى. ومع ذلك، اتهم العديد من النقاد بأن أفكار سوسور قد أسيء فهمها أو شوهها عمدا من قبل الفلاسفة القاريين والمنظرين الأدبيين وبالتأكيد لا تنطبق مباشرة على المستوى النصي، الذي كان سوسور نفسه سيضعه بقوة داخل الإفراج المشروط وبالتالي غير قابل للبناء النظري. 

## كتيبات إرشادية حديثة للتحليل البنيوي (الرسمي والوظيفي)
- رولاند شيفر، 2016. Einführung in die grammatische Beschreibung des Deutschen (الطبعة الثانية.). برلين: مطبعة علوم اللغة. (ردمك 978-1-537504-95-7)
- إيما بافي، 2010. بنية اللغة: مقدمة للتحليل النحوي . صحافة جامعة كامبرج. (ردمك 9780511777929) رقم ISBN   9780511777929
- Kees Hengeveld & Lachlan MacKenzie ، 2008. قواعد الخطاب الوظيفي: نظرية مبنية بشكل نموذجي على بنية اللغة . مطبعة جامعة أكسفورد. (ردمك 9780199278107) رقم ISBN   9780199278107
- ماك هاليداي، 2004. مقدمة لقواعد وظيفية . الطبعة الثالثة، نقحها كريستيان ماتيسن. لندن: هودر أرنولد. (ردمك 978 0 340 76167 0) رقم ISBN   978 3340 76167 0

## روابط خارجية
- Structural linguistics by Nasrullah Mambrol
- Key theories of Ferdinand de Saussure
- Key theories of Louis Hjelmslev
- Key theories of Emile Benveniste
- Key concepts of A. J. Greimas
- Institut Ferdinand de Saussure
- Revue Texto!
- Prague linguistic circle